# Thomas de Pupio
Thomas de Pupio est un théologien chrétien français. Il est né à Aix-en-Provence et décédé  dans la même ville, le 18 février 1420.

## Biographie
Il était le fils de Jean Pupio, maître rational, pourvu par la reine Jeanne, et d'Anne de Mérindol, issue d'une très ancienne et noble famille provençale. Il débuta dans la carrière civile et exerça avec succès à l'office de son père. Il prit ensuite l'état ecclésiastique et fut nommé chanoine de l'église d'Aix. Il fut nommé archevêque de cette même ville le 8 janvier 1397 et sacré le mois d'août suivant, en présence de Louis II à qui il lui rendit hommage pour les terres de sa manse qui relèvent du domaine royal.
Eugène IV faisait grand cas de son mérite et ne laissait pas passer une occasion de lui montrer les marques de son estime. En 1401, il accompagna ce souverain pontife à Rome. De retour en France avec le titre de légat du pape pour la Provence et les provinces voisines. Ce fut lui que le Saint-Siège désigna en 1407 pour l'union de l'abbaye Saint-Pierre de l'Almanarre à l'abbaye de Saint-Pons de Gémenos
Il fut nommé par la bulle qui confirmait la fondation de l'université d'Aix-en-Provence, son premier chancelier. Il tint en cette ville un synode provincial, où il réforma plusieurs abus.
Il mourut à Aix le 18 février 1420, laissant à son église une magnifique collection de manuscrits et à ses successeurs une portion du domaine de Puyricard,.

## Écrits
- Droits canon et civil